# Variodens
Variodens is een geslacht van uitgestorven Trilophosauria. Er zijn fossielen gevonden in de Emborough-steengroeven in de Mendip Hills van Somerset, Engeland. Deze fossielen zijn ontdekt in een Laat-Trias spleetvulling in kalksteen uit het Carboon. Het type en de enige bekende soort is Variodens inopinatus, benoemd in 1957. De geslachtsnaam betekent 'verschillende tand', de soortaanduiding 'de onverwachte'.

## Beschrijving
Variodens is ongebruikelijk onder de reptielen, omdat het een heterodont gebit heeft dat uit verschillende soorten tanden bestaat. De vijf voorste tanden aan de voorkant van de kaak zijn eenvoudig en conisch van vorm. De wangtanden naar de achterkant van de kaak zijn breed en hebben meerdere knobbels. Ze hebben drie of meerdere knobbels. De voorste tricuspidalide standen van Variodens zijn mediaal smaller (naar de binnenkant van de mond) dan lateraal (naar de buitenkant van de mond). Variodens heeft ook kenmerkende bolvormige voorlaatste tanden. De tanden van Variodens zijn zeer vergelijkbaar met de postcanine tanden van de cynodont Cricodon uit de Manda-formatie uit het Midden-Trias van Oost-Afrika.
In tegenstelling tot andere trilophosauriden had Variodens geen tandeloze snavel. Tanden zijn overal in de kaak aanwezig, inclusief de punt. Deze eigenschap wordt ook gezien bij sommige trilophosauriden uit de Dockum-groep in het zuidwesten van de Verenigde Staten.

## Classificatie
Variodens werd benoemd in 1957 en werd geclassificeerd als een trilophosauride samen met het geslacht Tricuspisaurus, tegelijkertijd benoemd. Variodens wordt gewoonlijk beschouwd als nauw verwant aan Tricuspisaurus en Trilophosaurus jacobsi, een mogelijke soort van Trilophosaurus. Anisodontosaurus van de Moenkopi-formatie kan ook verband houden met Variodens.
In 1993 classificeerden de paleontologen Hans-Dieter Sues en Paul E. Olsen Variodens, samen met Tricuspisaurus en Trilophosaurus jacobsi als een procolofoïde. Deze herplaatsing was gebaseerd op de sterke gelijkenis tussen de tricuspidalide tanden van deze trilophosauriden en die van de nieuw benoemde procolofoïde Xenodiphyodon. Sues en Olsen stelden ook een nieuwe generieke naam voor Trilophosaurus jacobsi, Chinleogomphius, voor, aangezien het niet langer werd beschouwd als verwant aan Trilophosaurus. Omdat Variodens en Tricuspisaurus echter vooral bekend zijn van tanden, is het moeilijk om hun classificatie te bepalen. De overeenkomsten tussen de tanden van Variodens en die van procolophoniden kunnen convergerende aanpassingen zijn aan een herbivoor dieet en duiden niet noodzakelijk op een nauwe verwantschap.
Meer recentelijk is er nieuw materiaal gevonden dat toebehoort aan Trilophosaurus jacobsi, waaronder een bijna volledige linkerkant van de schedel waaruit duidelijk blijkt dat het tot het geslacht Trilophosaurus behoort en geen procolophonide is. Aangezien men denkt dat Variodens nauw verwant is aan Trilophosaurus jacobsi, is het waarschijnlijk ook een trilophosauride in plaats van een procolophonide.
Whiteside & Duffin (2017) waren het eens met Robinsons oorspronkelijke interpretatie van Variodens inopinatus als een trilophosauride, en merkten op dat tandimplantatie van het specimen (een fragment van een linkerdentarium) beschreven door de auteurs ankylothecodont is, zoals beschreven voor Trilophosaurus door Heckert et al. (2006).